# Doğu Perinçek

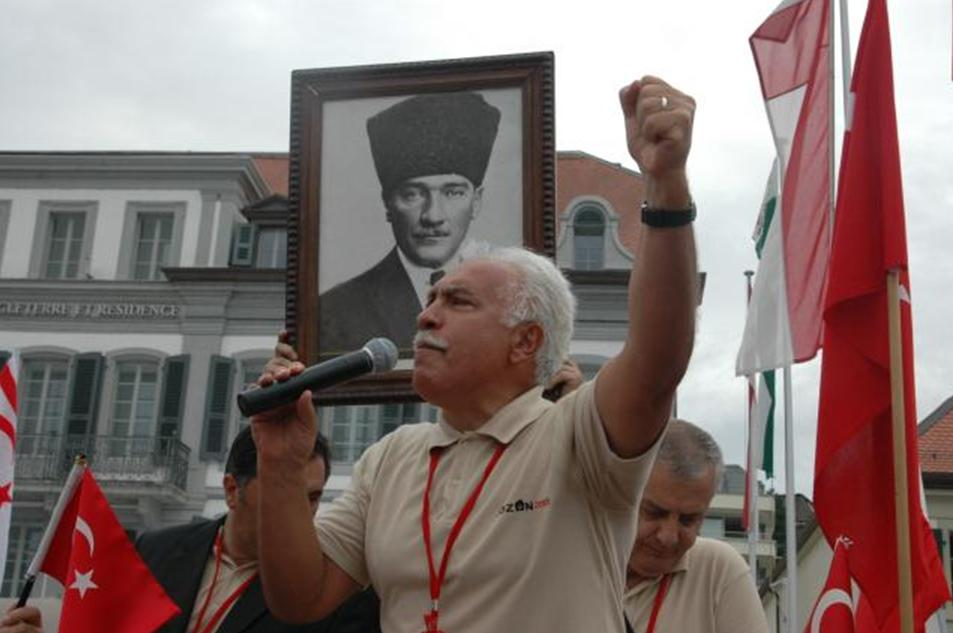
Doğu Perinçek, 24. Juli 2005

Doğu Perinçek (* 17. Juni 1942 in Gaziantep) ist ein türkischer Politiker und Parteivorsitzender der linksnationalistischen Vatan Partisi (Vaterlandspartei). Am 5. August 2013 wurde er unter dem Vorwurf, „Führer einer terroristischen Organisation“ zu sein, zu erschwerter lebenslanger Haft und zusätzlich 30 Jahren Gefängnis verurteilt. Er wurde am 10. März 2014 aus dem Gefängnis entlassen.

## Werdegang
Perinçeks Vater Sadık Perinçek war in den 1950er Jahren Abgeordneter der Demokrat Parti der Provinz Erzincan. Doğu Perinçek studierte Rechtswissenschaften an der Universität Ankara, promovierte und arbeitete anschließend dort als wissenschaftlicher Mitarbeiter. Er war Mitbegründer und Vorsitzender der „Revolutionären Arbeiter- und Bauernpartei der Türkei“ (TİİKP), von der sich unter seiner Führung 1978 die „Arbeiter- und Bauernpartei der Türkei“ (TİKP) abspaltete.
Doğu Perinçek wurde nach der Machtergreifung der Militärs vom 12. März 1971 zu 20 Jahren Haft verurteilt, jedoch nach zweieinhalb Jahren amnestiert. Auch nach dem Militärputsch vom 12. September 1980 wurde er zu einer langjährigen Haftstrafe verurteilt. Im Jahre 1985 wurde er aus der Haft entlassen. 1991 durfte er wieder politisch aktiv werden, doch wurde seine „sozialistische Partei“ verboten. Sie formierte sich darauf neu als „Arbeiterpartei“, İP (İşçi Partisi) und wird seit ihrer Gründung von Perinçek geführt. Zu Beginn der 1990er Jahre erregte er durch ein Treffen mit dem PKK-Führer Abdullah Öcalan Aufsehen. Gegen Ende des Jahrzehnts wandte er sich immer stärker nationalistischen Positionen zu. So tritt er gegen einen EU-Beitritt der Türkei ein. Außenpolitisch kooperiert er mit der eurasischen Bewegung von Alexander Dugin in Russland. Im Zusammenhang mit den Ermittlungen gegen die vermeintliche Organisation Ergenekon wurde Perinçek am 21. März 2008 verhaftet. 2016 wurde nachgewiesen, dass die Organisation nicht existiert.
Am 5. August 2013 wurde Perinçek unter dem Vorwurf, „Führer einer terroristischen Organisation“ zu sein, zu erschwerter lebenslanger Haft und zusätzlich 30 Jahren Gefängnis verurteilt. Sein Sohn Mehmet Perinçek, ein Historiker, erhielt im gleichen Verfahren sechs Jahre Haft. Doğu Perinçek wurde am 10. März 2014 zusammen mit anderen Gefangenen aus der Haftanstalt in Silivri entlassen. Ermöglicht hat dies ein türkisches Gesetz, das die maximale Haft vor einem letztinstanzlichen Urteil von zehn auf fünf Jahre reduziert hat.

## Perinçeks Haltung zum Völkermord an den Armeniern
Doğu Perinçek tat sich durch die Leugnung des Völkermords an den Armeniern hervor. Aufgrund dessen prüfte das Bezirksgericht Lausanne, ob Perinçek mit seinen Behauptungen zu den Ereignissen während des Ersten Weltkriegs gegen die schweizerische Antirassismus-Strafnorm verstoßen hat. Perinçek hatte am 24. Juli 2005 an einer Kundgebung in Lausanne erklärt, der Genozid an den Armeniern sei eine internationale Lüge. Er wurde am 9. März 2007 zu einer Geldstrafe verurteilt. Damit ist er die erste Person in der Schweiz, die wegen Leugnung des Völkermords an den Armeniern zur Rechenschaft gezogen wird. Perinçek sprach von einem rassistischen und imperialistischen Urteil und sieht sich als Opfer in einer Linie mit Galilei, Robespierre und Marx, die ebenfalls für ihre Ideen verurteilt worden seien. Im Übrigen werde er seine Position auch dann nicht ändern, wenn eine unabhängige Expertenkommission ihn widerlege. Perinçek verglich das Gerichtsverfahren mit einem Prozess der Spanischen Inquisition und kündigte an, Revision einzulegen. Am 19. Juni wies das Kantonsgericht Waadt Perinçeks Rekurs als vollkommen unbegründet ab und bestätigte das Urteil der Vorinstanz, auch das angerufene Schweizer Bundesgericht bestätigte im Dezember des gleichen Jahres das Urteil. Perinçek rief gegen diesen Entscheid den Europäischen Gerichtshof für Menschenrechte (EGMR) an, der 2013 urteilte, dass die Schweiz damit das in Artikel 10 der Europäischen Menschenrechtskonvention garantierte Recht auf freie Meinungsäußerung verletzt habe. Die Schweiz ersuchte daraufhin die Große Kammer des EGMR um eine Neubeurteilung des Falles. Der EGMR entschied im Juni 2014, dass er den Fall behandeln wird und bestätigte im Oktober 2015 das Urteil von 2013. Das Schweizer Bundesgericht gab 2016 das Verfahren an das Kantonsgericht zurück, um den Freispruch und die Entschädigung zu regeln.

## Familie
Doğu Perinçek ist verheiratet und Vater von vier Kindern. Seine Frau Şule Perinçek war zeitweise Vorsitzende der Frauenorganisation seiner Partei.

## Auswahlbibliographie
- Türkiye’de Siyasi Partilerin İç Düzeni ve Yasaklanması Rejimi, 1968 (Die innere Ordnung politischer Parteien in der Türkei und die Verbotspolitik)
- Faşizm Halkın Mücadelesini Durduramaz - Sıkıyönetim Mahkemeleri’ndeki Konuşma ve Dilekçeler, 1975 (Der Faschismus kann den Kampf des Volkes nicht stoppen! - Reden und Eingaben vor den Sondergerichten des Ausnahmeverwaltung)
- Bozkurt Efsaneleri ve Gerçek, 1976 (Die Legenden der grauen Wölfe und die Realität)
- Türkiye Devriminin Yolu, 1979 (Der Weg zur Revolution in der Türkei)
- Türk Sorunu, 1993 (Die türkische Frage)
- Orta Asya Uygarlığı, 2005 (Die Zivilisation Zentralasiens)
- Ermeni Sorununda Strateji ve Siyaset, 2006 (Strategie und Politik in der Armenierfrage)

## Artikel in deutscher Übersetzung
- Freiheit, die vom Westen kommt? In: Die Brücke, Nr. 83/1995
- Zusammenbruch des Aberglaubens, dass die USA die Türkei nicht spalten würden (September 2014)
- Die Fahne und der Präsident von Rojava (Oktober 2014)
- Morgenröte in Westasien und der Türkei (Oktober 2015)